# Ołeksandr Hajduk
Ołeksandr Wołodymyrowycz Hajduk, ukr. Олександр Володимирович Гайдук, ros. Александр Владимирович Гайдук, Aleksandr Władimirowicz Gajduk (ur. 11 maja 1972 w Kijowie) – ukraiński piłkarz, grający na pozycji napastnika lub pomocnika.

## Kariera piłkarska

### Kariera klubowa
Wychowanek klubu Dynamo Kijów. W 1990 rozpoczął karierę piłkarską w trzecioligowym klubie Dynamo Biała Cerkiew. W 1992 klub zmienił nazwę na Roś Biała Cerkiew i debiutował w mistrzostwach Ukrainy. Również rozegrał 2 mecze w Pucharze Ukrainy w składzie farm-klubu ZS-Orijana Kijów. Na początku 1993 przeszedł do Chimika Siewierodonieck. Podczas przerwy zimowej sezonu 1993/94 został zaproszony do pierwszoligowej Nywy Winnica. Latem 1994 zmienił klub na Zmina-Obołoń Kijów. Na początku 1995 wyjechał do Izraela, gdzie bronił barw klubów Maccabi Petach Tikwa, Maccabi Tel Awiw, Maccabi Netanja i Maccabi Ahi Nazaret. Latem 1999 roku przeniósł się do Niemiec, gdzie zasilił skład SV 07 Elversberg. Po pół roku opuścił niemiecki klub. W 2000 zakończył karierę piłkarską w katarskim Ar-Rajjan SC.

## Sukcesy i odznaczenia

### Sukcesy klubowe
- mistrz Izraela: 1996
- wicemistrz Izraela: 1997
- zdobywca Pucharu Izraela: 1996
- zdobywca Toto Cup: 1995
- finalista Pucharu Kataru: 2000